# Orient Express (Automarke)
Orient Express war eine deutsche Automarke in Gaggenau.

## Geschichte

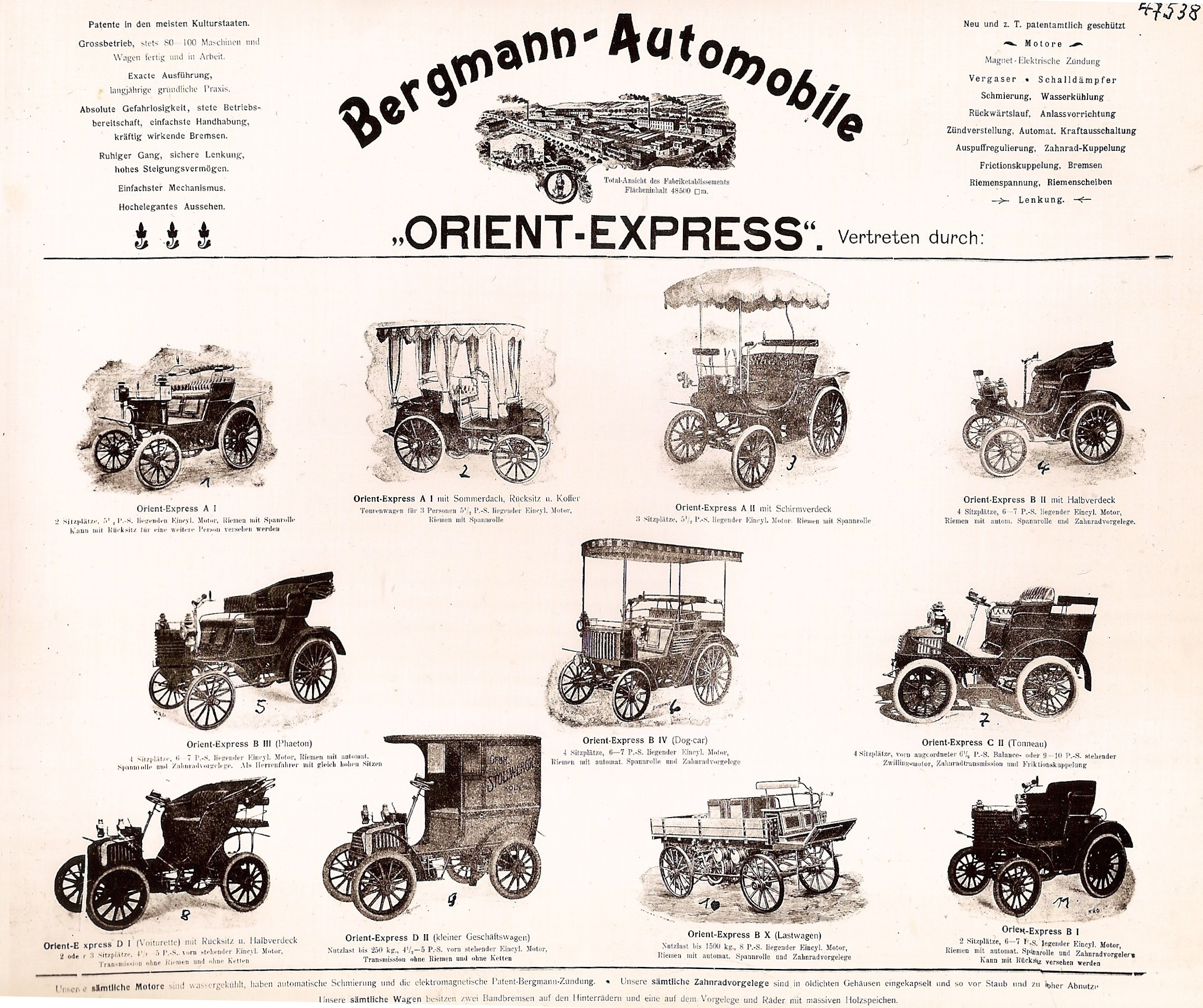
Prospekt aus der Zeit um die Jahrhundertwende

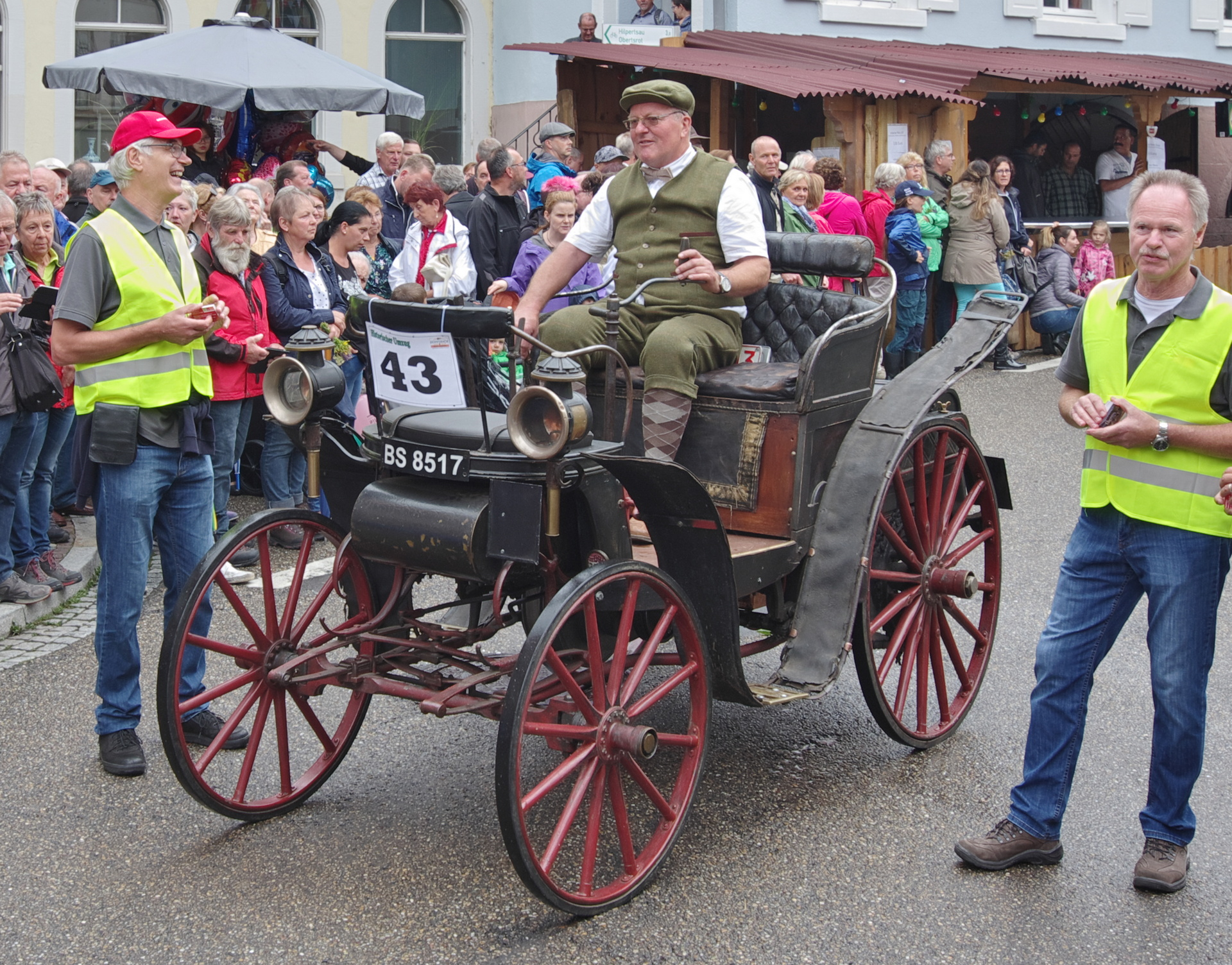
Orient Express von 1897

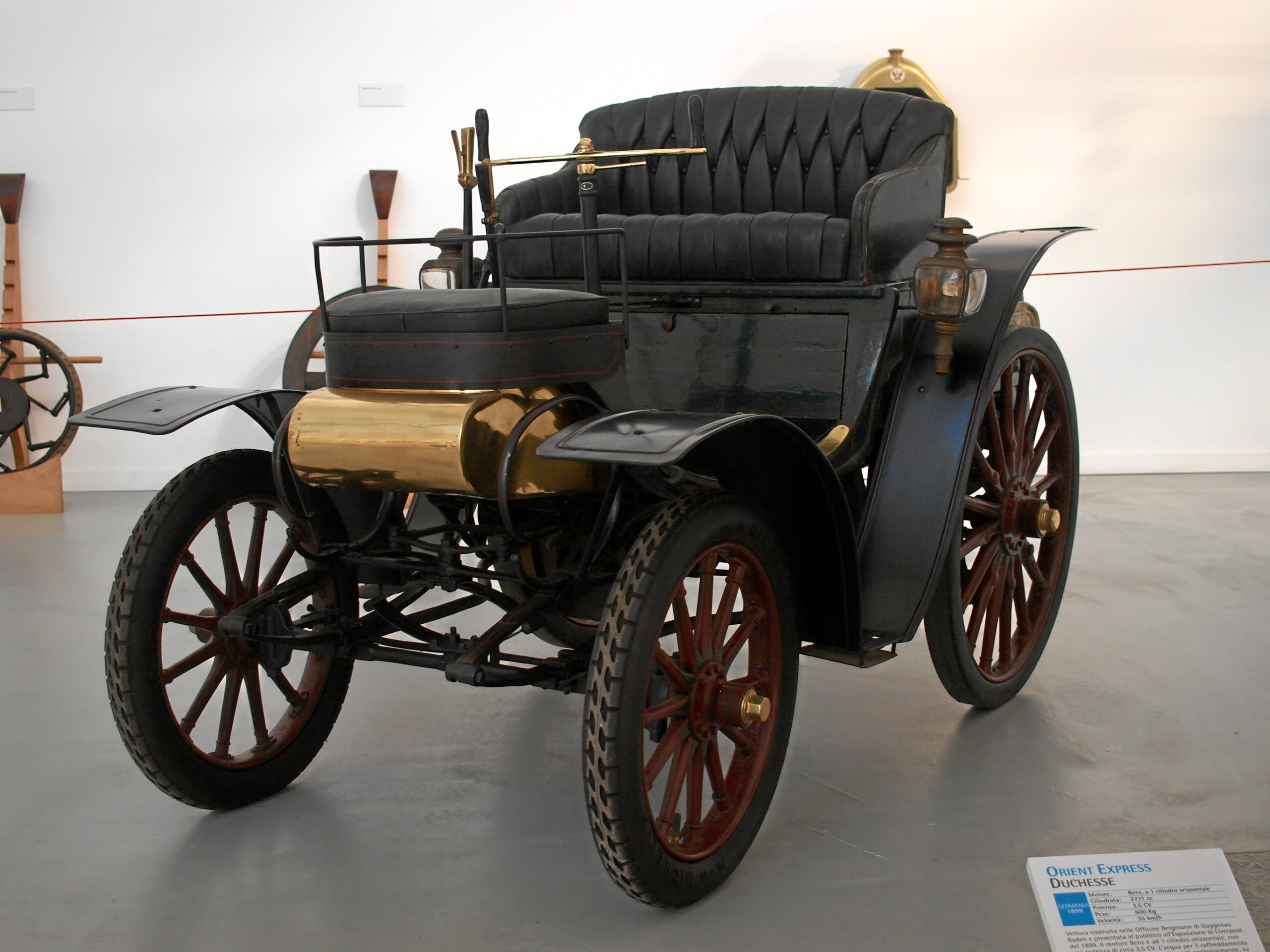
Orient Express von 1899

Das Unternehmen Bergmann’s Industriewerke von Theodor Bergmann stellte von 1895 bis 1903 Automobile her, die als Orient Express vermarktet wurden. 350 Stück der vom Ingenieur Joseph Vollmer entwickelten Fahrzeuge wurden bis 1899 gebaut. Die Süddeutsche Automobil-Fabrik Gaggenau übernahm 1905 das Kraftfahrzeuggeschäft des Unternehmens.

## Fahrzeuge
Das erste Modell ähnelte den damaligen Modellen von Benz. Der Einzylindermotor mit 1800 cm³ Hubraum mit anfangs 3 PS, später 4 PS war im Heck liegend angeordnet und trieb über Riemen die Hinterachse an. Die hinteren Räder waren größer als die vorderen. Es gab die Karosserieformen zweisitziger Phaeton, viersitziger Doppelphaeton und viersitziger Vis-à-vis. Dieses Modell wurde bis 1903 hergestellt. Es gab auch ähnliche Modelle mit Zweizylinder- und Vierzylindermotor.